# Justus Sadeler
Pour les articles homonymes, voir Sadeler.
Justus Sadeler (ca. 1583 - ca. 1620) est un graveur, éditeur et Marchand d'estampes néerlandais actif à Venise.
Membre de l'importante famille de graveurs flamands, il est le fils de Jan Sadeler (1550 - 1600) et le cousin d'Egidius Sadeler (1570 - 1629) et de Jan Sadeler II (1588 à 1665). Il est un petit-fils du graveur et marchand d'art Egidius Sadeler l'Ancien (ca. 1555-1609).

## Biographie
Justus Sadeler est né à Anvers soit en septembre 1572 soit en 1583.
Il est d'abord actif à Munich avant de partir en Italie en 1596 et de s'installer à Venise en 1601. Il y exerce la profession d'éditeur et marchand d'estampes, de même qu'à Augsbourg en Bavière, où il fait un séjour prolongé en 1611.
En 1620, il part à Amsterdam puis à Leyde, où il meurt probablement la même année.

## Conservation
- Bibliothèque nationale de France[3]
- Rijksmuseum Amsterdam[4]
- Metropolitan Museum of Art de New York[5]
- Musée d'art du comté de Los Angeles[6]
- Musée des beaux-arts de San Francisco[7]
- Musée d'art d'Indianapolis[8]
- National Gallery of Victoria de Melbourne[9]